# Liste des faveurs nobiliaires accordées en Belgique sous le règne du roi Philippe
Cette liste reprend l'ensemble des personnes ayant bénéficié d'une faveur nobiliaire sous le règne du roi Philippe depuis son avènement le 21 juillet 2013.
Cette faveur peut aller de l'octroi de la noblesse personnelle ou la reconnaissance de noblesse à celui d'un titre transmissible à tous ses descendants, voire à une modification des armoiries.
La grande majorité des titres de noblesse accordés sous le règne du roi Philippe sont des titres personnels, avec la noblesse héréditaire. Pour les dames, selon la tradition, la noblesse est personnelle. Une note rappelle l'octroi de la noblesse personnelle. Quand les titres sont transmissibles, le mode de transmission est repris en note.
Dans la mesure du possible, nous ferons référence aux lettres patentes qui matérialisent l'entrée en vigueur de la faveur. À défaut, nous mentionnerons l'arrêté royal qui a conféré la faveur.
Les titres et qualités des bénéficiaires d'une faveur nobiliaire datent de l'année de l'octroi de ladite faveur.

## 2013

### Baron ou baronne
- Messire Pierre-Olivier Beckers-Vieujant, écuyer, administrateur délégué du Groupe Delhaize, président du Comité olympique et interfédéral belge[1].
- Jozef (Jef) Colruyt, CEO de Colruyt[2].
- Kristine De Mulder[Note 1], directrice générale de la Fondation Europalia[3].
- Messire Étienne Pirmez, écuyer[Note 2],[3].
- Piet Vanthemsche, président du Boerenbond[4].
- Arie Van Lysebeth, ancien directeur du Conservatoire royal de Bruxelles, président du jury du Concours musical international Reine Elisabeth[3].
- Julien De Wilde, CEO d'Alcatel Bell et Bekaert, président honoraire d'Agoria, président du Fonds Prince Albert[5].

### Chevalier
- Messire Nicolas de Cock de Rameyen, écuyer, ancien président de Malteser International[2].
- Pierre Goldschmidt, ancien directeur général adjoint de l'Agence internationale de l'énergie atomique, ancien directeur général de Synatom[6].
- Chevalier Guillaume dit Guy Hufkens[Note 3], chef d'entreprise (Hufkens Immo, Daskalidès et Bouchard l'Escaut[7]
- Luc Vandewalle, ancien président du groupe ING[4].
- Frans De Weer, chirurgien, président-fondateur de Médecins sans vacances[5].

## 2014

### Comte ou comtesse
- Messires Thibault et Gaëtan de Briey, écuyers[Note 4],[8]
- Dame Anne-Claire de Briey[8].
- Baron Paul Buysse[Note 4], président honoraire de Bekaert, président du Fonds Prince Philippe, président de la Fondation Roi Baudouin[8].
- Messire Reynald Moretus Plantin de Bouchout, écuyer[Note 2],[3].
- Guillaume de Westerholt Gysenberg[Note 5],[Note 6],[5]
- Lidwine et Monique de Westerholt Gysenberg[Note 5],[5]

### Baron ou baronne
- Messires Christophe, Guillaume, Adrien et Thomas de Bassompierre[Note 4],[1]
- Thierry Boon-Falleur, professeur émérite à l'université catholique de Louvain, lauréat du prix Francqui[8].
- Michèle Coninsx[Note 1], présidente d'Eurojust, ancienne magistrate[2].
- Ingrid Daubechies[Note 1], mathématicienne, professeur à l'université libre néerlandophone de Bruxelles[9].
- François Englert, docteur en physique, professeur émérite de l’université libre de Bruxelles, prix Nobel de physique, père du « boson de Higgs »[10].
- Jean Eylenbosch, vice-président « Public Affairs » et membre du comité de direction de la division belge et luxembourgeoise de « Coca-Cola Enterprises », administrateur de « Special Olympics Belgium »[10].
- Didier Matray, avocat, régent de la Banque nationale de Belgique[3].
- Messire Dirk dit Thierry Muûls, écuyer, ambassadeur honoraire de S.M. le Roi, ambassadeur à Madrid et auprès du Saint-Siège[3].
- François Ost, juriste, philosophe et écrivain, professeur aux facultés universitaires Saint-Louis, fondateur et codirecteur du CEDRE (Centre d’étude du droit de l’environnement)[3].
- Messire Dominique Struye de Swielande (en), écuyer, ambassadeur honoraire de S.M. le Roi, représentant permanent auprès de l’OTAN, ambassadeur à Berlin, à Washington et à Kinshasa[3].
- Victor Swerts, fondateur, CEO et président de Soudal (« Entreprise de l’Année » en 2011), lauréat du Vlerick Award en 2010, manager de l'année 2014[3].
- Rudolf dit Rudi Thomaes, secrétaire-général et administrateur délégué d’Alcatel Bell, administrateur délégué de la Fédération des entreprises de Belgique, président du Conseil d’administration de « Beheersmaatschappij Antwerpen Mobiel »[3].
- Jean-Louis van den Branden - Jourda de Vaux[Note 7], président honoraire de Géomines et de la Banque Nagelmackers[8].
- Christiane dite Christine Van Den Wyngaert[Note 1],[Note 8], professeur extraordinaire de l'université d'Anvers, juge près le Tribunal pénal international pour l’ex-Yougoslavie, juge près la Cour pénale internationale[3].
- Simone Weinberger[Note 1],[Note 9],[Note 10], veuve de David Susskind, sociologue, présidente du Centre communautaire laïc juif[5].

### Chevalier
- Dirk Brossé, compositeur et chef d’orchestre, professeur au conservatoire royal de Gand, chef d’orchestre principal de l’Orchestre national de Belgique, directeur musical du « Chamber Orchestra of Philadelphia »[8]
- Guy Keutgen, administrateur-secrétaire général honoraire de la Fédération des entreprises de Belgique, président honoraire du Centre belge d’Arbitrage et de Médiation, professeur extraordinaire émérite de l’université catholique de Louvain[11].
- Jacques Keutgen, pédiatre, directeur général et directeur médical de l’hôpital de la Sainte Famille à Bethléem (Palestine)[11].
- Philippe Samyn, architecte, ingénieur[3].

### Noblesse (écuyer)
- Les descendants de David Susskind et de son épouse Mme David Susskind, née Simone Weinberger[12].

## 2015

### Comte
- Baron Bernard de Traux de Wardin[Note 4], président de la fondation Reine Paola[3].

### Baron ou baronne
- Serge Brammertz, procureur près le Tribunal pénal international des Nations unies pour l’ex-Yougoslavie, ancien procureur fédéral[8].
- Jean Charlent[Note 4], auteur et conférencier sur l’impact de l’informatique sur la société[2].
- Herman Daems[Note 4], président du CA de la Katholieke Universiteit Leuven et de BNP Paribas Fortis[9].
- Jean De Cloedt, président de la société SA Burco et du fonds Adolphe Max[2].
- Messire Henri Desclée de Maredsous[Note 11], militaire, ancien pilote de F-16[9].
- Jean-Pierre Hansen, ancien CEO d’Electrabel, de Suez, de Tractebel et manageur de transition à la SNCB[7].
- Chevalier Guillaume dit Guy Hufkens[Note 4], chef d'entreprise (Hufkens Immo, Daskalidès et Bouchard l'Escaut)[7]
- Chevalier Ernest de Laminne de Bex, président du Cercle international diplomatique consulaire[12].
- Marie-Claire Léonard[Note 1], pionnière de l’intégration[12].
- Georges de Leval, avocat et doyen de la faculté de droit de l'université de Liège[12].
- Jan Raes, directeur du Koninklijk Concertgebouworkest d’Amsterdam[12].
- Johan Swinnen, ancien ambassadeur belge à Kigali et Kinshasa notamment[12].
- Jenny Vanlerberghe[Note 1], journaliste et écrivain engagée dans le domaine des droits de la femme[12].
- Jean-Louis Vincent, médecin, professeur ordinaire à l’université libre de Bruxelles, chef de service des soins intensifs à l’hôpital Erasme, membre-fondateur de la « European Society of Intensive Care Medicine » et de la « European Shock Society », président de la « World Federation of Societies of Intensive and Critical Care Medicine », récipiendaire en 2010 du Prix scientifique quinquennal Joseph Maisin du Fonds de la recherche scientifique[3].
- Baron Ernest de Laminne de Bex[Note 7], président du Cercle international diplomatique consulaire[13]

### Chevalier
- Jean-Jacques Schul, directeur général honoraire de la Banque européenne d’investissement, président d’IDAY (« International Day of the African Child and Youth ») et de « Fund Message of Yaguine & Fodé »[3].

### Noblesse (écuyer)
- Ivan, Xavier, André, Michel, Xavier, Jacques, Renaud et Alexandre de Pierpont[3].
- Myriam Solange et Donatienne de Pierpont[Note 1],[3]

## 2016

### Comte
- Herman Van Rompuy, ancien président du Conseil européen[12]

### Baron ou baronne
- Jean Bourgain, mathématicien, membre de l'Académie des sciences de Paris[8].
- Peter Carmeliet, chercheur en pathologie cardiovasculaire, lauréat du prix Francqui, du prix Baillet-Latour et du prix Ernest Jung[2].
- François Cornélis, ancien vice-président de Total et ancien administrateur-délégué de PetroFina SA[9]
- Koenraad Debackere, administrateur général de la Katholieke Universiteit Leuven[9]
- Pierre-Alain De Smedt, ancien président de la FEB[12]
- Messire Marc du Bois[Note 4], écuyer, administrateur-délégué du groupe Spadel et manager de l’année 2013[8].
- Marc Henneaux, professeur de physique à l'ULB et directeur des instituts Solvay[7]
- Corinne Hubinont[Note 1],[Note 10], gynécologue et chef d’obstétrique aux cliniques universitaires Saint-Luc à Bruxelles[7].
- Hilde Laga[Note 1],[Note 9], avocate et professeur de droit à la KUL[12]
- Karel Pinxten, ancien ministre et membre de la Cour des comptes européenne[12]
- Baron Dirk Muûls[Note 7], ancien ambassadeur de Belgique auprès du Saint Siège[14],[15]
- Baron André Oosterlink (nl)[Note 7], ancien recteur de la Katholieke Universiteit Leuven[14],[15]

### Chevalier
- Thierry Bosquet, artiste-peintre, scénographe, chef-décorateur et chef-costumier au théâtre royal de la Monnaie et au théâtre royal du Parc[8].
- François Glorieux, pianiste, compositeur et chef d'orchestre[12]
- Albert Vandervelden, promoteur du patrimoine artistique liégeois[12]

### Noblesse (écuyer)
- Les descendants de Mme Hilde Laga[12].

## 2017

### Vicomte
- Messire Baudouin le Hardÿ de Beaulieu[Note 12], écuyer, directeur général de l’Intercommunale du Brabant Wallon (IBW)[7]

### Baron ou baronne
- Eddy Bruyninckx, Administrateur-Délégué du Havensbedrijf Antwerpen[8].
- Jacques Delen, agent de change, banquier[9].
- Sophie De Schaepdrijver[Note 1], historienne[12].
- Bénédicte Frankinet[Note 1],[Note 8], ambassadrice et représentante permanente de la Belgique à l'ONU[10]
- Pierre Rion, homme d’affaires[12].
- Isabelle Salmon[Note 1], professeur d’anatomie[12].
- Johannes Hans Vanhoutte, professeur de droit international[12]

### Noblesse (écuyer)
- Antoine et Robin Hasday, fils de la baronne Bénédicte Frankinet et de son époux M. Jacques Hasday[7].

## 2018

### Comte
- Vicomte Étienne Davignon[Note 4], Ancien ambassadeur, ancien vice-président de la Commission de la CEE, ancien président de la Société générale de Belgique[9]

### Baron ou baronne
- Baron Jean De Cloedt[Note 7], président de la société SA Burco et du fonds Adolphe Max[2].
- Mariette Delahaut[Note 1], fondatrice d’écoles d’enseignement spécialisé[9].
- Jean-Michel Foidart, professeur, cofondateur de Mithra Pharmaceuticals SA[10]
- Baron Albert Frère[Note 7], homme d'affaires[10]
- Dominique Lambert, docteur en philosophie et en sciences physiques[12]
- Joseph Martial, biotechnologiste[12]
- Hugo Nys, ancien président de la Donation royale et ancien gouverneur de Bruxelles-Capitale[12]
- Michèle Sioen[Note 1], ex-présidente de la Fédération des entreprises de Belgique[12]
- Paul Stoffels, médecin, chercheur et chef d’entreprise dans le secteur pharmaceutique[12]
- Dries Van Noten, couturier[12]
- Messire Jacques van Rijckevorsel, écuyer[12]
- Emile Van Schaftingen, professeur, directeur de l’Institut de Duve[12]
- Édouard Vermeulen, couturier de la maison Natan[12]
- Mark Waer, recteur honoraire de la Katholieke Universiteit Leuven[12].

### Noblesse (écuyer)
- Marijke, Peter et Bart Arrazola de Oñate[Note 5],[12].
- Jean-Charles, Audrey et Antoine Joris, enfants de la baronne Michèle Sioen[11].

## 2019
Étant donné l'absence d'un gouvernement de plein exercice, aucune concession de faveur nobiliaire ne pouvait être accordée en 2019. Il en avait été de même en 2010 et 2011, sous le règne du roi Albert II. Toutefois, la délivrance des lettres patentes mettant en application les arrêtés royaux précédemment accordés s'est poursuivie.

### Comte ou comtesse
- Nathalie Berg[Note 5],[1],[12]
- Alexandre et Frédéric Berg[Note 5],[Note 6],[1],[12]

### Baron ou baronne
- Ingrid De Jonghe[Note 1], fondatrice de l’association Tejo[11]
- Diane Henneberg[Note 1], administratrice déléguée de l’ASBL Atelier de Pédagogie urbaine / Out of the Box[7]
- Yvonne L'Hoest[Note 1], présidente de la fédération belge des Restos du Cœur[7]
- Carla Molenberghs[Note 1], fondatrice de la Huis Perrekes[12]
- Joannus, dit Jean-Pierre Schenkelaars, président de l'Action Damien et de Caritas Catholicas[12]
- Pieter Timmermans, administrateur-délégué de la Fédération des entreprises de Belgique[12]

### Chevalier
- Jean-Claude Vanden Eynden, pianiste belge, troisième lauréat du Concours Reine Elisabeth à 16 ans[12]
- Jean Van Hamme, romancier et scénariste de BD, ancien président du musée de la Bande dessinée[7]

## 2020
Aucune concession de faveur nobiliaire à l'occasion de la Fête nationale belge en 2020, étant donné l'absence d'un gouvernement de plein exercice depuis 2019. Il en avait été de même sous le règne du roi Albert II (2010-2011).

## 2021
En 2021, au lendemain d'un deuil national faisant suite aux inondations meurtrières du mois de juillet, douze faveurs nobiliaires ont été accordées à l'occasion de la Fête nationale belge, mais leur annonce a dû être différée (au 1er octobre suivant).

### Baron ou baronne
- Marie-Laure Coenraets[Note 1], mécène engagée, notamment auprès de SOS Villages d’enfants[17],[18],
- Anny Cooreman[Note 1], cofondatrice de l’école Eureka à Louvain[17],[18],
- Étienne Denoel[Note 1], actif dans l’amélioration de l’enseignement et de la formation professionnelle[17],[18]
- Ariane Dierickx[Note 1], engagée pour le droit des femmes, active dans la lutte contre le sans-abrisme[17],[18],
- Anne De Paepe (nl)[Note 1], première rectrice de l’université de Gand, spécialiste en génétique humaine[17],[18],
- Derrick-Philippe Gosselin[Note 1], président du CA du Centre d’étude de l’énergie nucléaire SCK CEN, membre titulaire de la Koninklijke Vlaamse Academie van België, fondateur de la Flanders Business School[6]
- Rudi Pauwels (en)[Note 1], scientifique et entrepreneur, il a découvert plusieurs médicaments contre le sida, actif aussi dans le dépistage des maladies infectieuses[17],[18],
- Marie-José Simoen[Note 1], ancienne secrétaire générale du Fonds national de la recherche scientifique, membre associé de l'Académie royale des sciences, des lettres et des beaux-arts de Belgique, créatrice du Télévie[17],[18],
- Jan Smets (nl)[Note 1], ancien gouverneur de la Banque nationale de Belgique, aujourd’hui président de la Donation royale[17],[18],
- Olivier Vanden Eynde[Note 1], pionnier dans l’entrepreneuriat social, fondateurs de plusieurs sociétés dans ce secteur[17],[18],
- Micheline Volders[Note 1], docteure en sciences et biologiste, active dans la recherche contre le cancer[17],[18].

## 2022

### Comte ou comtesse
- Laszló Zichy de Zich et Vasonkeö[Note 5],[Note 6],[19]
- Julia Zichy de Zich et Vasonkeö[Note 5],[19]

### Baron ou baronne
- Messire Cédric Blanpain, écuyer, spécialiste en médecine, lauréat du prix Francqui 2020, Directeur du laboratoire « Cellules souches et Cancer » de la faculté de médecine de l'ULB[20],[21]
- Dominique Bron[Note 1], ancienne cheffe du service hématologie à l'Institut Jules Bordet et professeure émérite ordinaire à la faculté de médecine de l'ULB. Membre titulaire de l'Académie royale de médecine[20],[21]
- Messire Bernard Gilliot, écuyer, ancien vice-president exécutif de Tractebel / Suez et ancien président de la Fédération des entreprises de Belgique[20],[21] ;
- Philip Heylen[Note 1], Ancien conseiller communal et échevin de la ville d'Anvers[20],[21] ;
- Yves Jongen[Note 1], ancien directeur du Centre de recherches du Cyclotron à Louvain-la-Neuve, fondateur d’Ion Beam Applications, le leader mondial en protonthérapie[11],
- Dame Charlotte Lhoist, épouse d'André Querton, ancienne administratrice du Groupe Lhoist et philanthrope[20],[21] ;
- Amélie Nothomb, écrivaine[12]
- Michel Pradolini[Note 1], président de l'Olse Merksem SC[20],[21] ;
- André Querton[Note 1], époux de Dame Charlotte Lhoist, ancien diplomate, philanthrope[20],[21] ;
- Martine Reijnaers[Note 1], présidente du conseil d'administration Reynaers Aluminium[20],[21] ;
- Regina Sluszny[Note 1], présidente du Forum der Joodse organisaties, ancienne présidente de l'asbl Het ondergedoken kind[20],[21] ;
- Brigitte Velkeniers - Hoebanckx[Note 1], Professeure à la faculté de médecine et de pharmacie du Vrije Universiteit Brussel, Cheffe du service médical Endocrinologie de l'UZ Brussel. Première femme présidente de l'Académie royale de médecine[20],[21];

### Chevalier
- Messire Marc de Spirlet[Note 13], écuyer[22].

### Modifications d'armoiries
- Messire Philippe Iweins de Villers-Masbourg d'Eclaye, écuyer[11].

## 2023

### Baron ou baronne
- Kasper Bormans[Note 1], inventeur d'une application pour communiquer avec les personnes atteintes de démence[23],[24]
- Sidi Larbi Cherkaoui[Note 1], chorégraphe[23],[24],
- Anny de Windt[Note 1], fondatrice de créé l’asbl “Bijzondere jeugdvakanties” (BiJeVa)[23],[24]
- Henri Goldberg[Note 1], qui a consacré sa vie à la Fondation Auschwitz ASBL et à la mémoire de la Shoah[23],[24]
- Sabine Gossing[Note 1], cofondatrice de la Ligue Alzheimer asbl[23],[24]
- Anne Johansson[Note 1], cheffe de clinique à l’unité de soins intensifs pour nouveau-nés de l’hôpital universitaire pour enfants Reine Fabiola[23],[24].
- Emilie Meessen[Note 1], fondatrice de l'ASBL Infirmiers de la rue[23],[24]
- Elisabeth Monard[Note 1], professeur émérite à la KU Leuven, présidente du Fonds de la recherche scientifique pendant 15 ans[23],[24].
- Jean Rubay[Note 1], chirurgien cardiaque et président de l’ASBL Chaîne de l’Espoir Belgique[23],[24]
- Charles Schelfout[Note 1], peintre et dessinateur, fondateur d'Art and Low Vision en 2014[23],[24].

## 2024

### Prince
- Comte Henri de Bethune Hesdigneul[Note 14],[Note 15],[Note 12],[25].

### Baron ou Baronne
- François d'Adesky[Note 1], cofondateur de l'organisation Métis de Belgique[26],[27]
- Alexis Brouhns[Note 1] , ancien ambassadeur, président du Fonds Prince Philippe[26],[27]
- Pierre Gurdjian[Note 1], ancien président du conseil d'administration de l'ULB et administrateur de la Chapelle musicale Reine Elisabeth[26],[27]
- Véronique Halloin[Note 1], secrétaire générale du Fonds de la recherche scientifique[26],[27]
- Gaëtan Hannecart[Note 1], cofondateur de YouthStart, qui enseigne les compétences entrepreneuriales aux jeunes défavorisés[26],[27]
- Patricia Maes[Note 1], docteure en informatique, qui a enseigné au MIT[26],[27]
- Marc Michils[Note 1], directeur de l'ONG Kom op tegen Kanker[26],[27]
- Godelieve Mostrey[Note 1], ancienne dirigeante à succès au sein de BNP Paribas Fortis et ancienne CEO d'Euroclear[26],[27]
- Barbara Schmidburg[Note 1], qui a développé SOS Villages d'enfants au niveau international[26],[27]
- Claire Tillekaerts[Note 1], ancienne dirigeante de l'agence Flanders Investment and Trade[26],[27]
- Salomé Van Billoen[Note 1], criminologue[27]
- Urbanus Vandeurzen[Note 1], fondateur d'entreprises dans le secteur technologique[26],[27]
- Carine Verstraeten[Note 1], adminstratrice de l'ASBL organistrice des 20 km de Bruxelles et les festivités autour de la fête nationale[26],[27]
- Axel Vervoordt[Note 1], célèbre collectionneur d'art[26],[27]

### Chevalier
- Messires Nicolas et Guy de Spirlet[Note 13], écuyers[28].
- Messires Stéphane, Alexandre et Philippe de Spirlet-Lamarche[Note 13], écuyers[28].

## 2025

### Baron ou Baronne
- Kaloma Bamiriyo[Note 1], fondatrice de l'Association congolaise d'appui au développement communautaire (ACADEC)[29],[30]
- Emmanuel Cornu[Note 1], président du Conseil Benelux de la Propriété intellectuelle et président des Grandes Conférences Catholiques[29],[30].
- Ann Demeulemeester-Verhelst[Note 1], styliste de l'école d'Anvers[29],[30]
- Anne d'Ieteren[Note 1], présidente du Comité paralympique belge[29],[30]
- Delphine Heenen[Note 1], fondatrice de l'organisation KickCancer[29],[30]
- Emmanuël Keirse[Note 1], psychologue, auteur et expert des questions liées au deuil[29],[30]
- Lutgarde Lynen[Note 1], médecin spécialisée en médecine interne et en infectiologie auprès de l'Institut de médecine tropicale d'Anvers[29],[30]
- Daniel Thierry[Note 1], fondateur de CARE Belgique[29],[30]
- Pierre Van Damme[Note 1], vaccinologue et professeur émérite à la faculté de médecine et des sciences de la santé de l'Université d'Anvers[29],[30]

### Chevalier
- Messire Francis De Smedt, écuyer, artiste pluridisciplinaire belge[29],[30]